# Cassagnoles (Gard)
Cassagnoles ist eine französische Gemeinde im Département Gard in der Region Okzitanien. Sie gehört zum Arrondissement Le Vigan und zum Kanton Quissac. Sie grenzt im Nordwesten an Ribaute-les-Tavernes, im Norden an Vézénobres, im Osten an Ners, im Süden an Maruéjols-lès-Gardon, im Südwesten an Saint-Bénézet, Lédignan und Cardet und im Westen an Massanes.

## Bevölkerungsentwicklung
| Jahr      | 1962 | 1968 | 1975 | 1982 | 1990 | 1999 | 2008 | 2017 |
| --------- | ---- | ---- | ---- | ---- | ---- | ---- | ---- | ---- |
| Einwohner | 236  | 206  | 162  | 166  | 219  | 244  | 429  | 403  |